# Condado de Harmon
El condado de Harmon (en inglés: Harmon County), fundado en 1909 y con nombre en honor al gobernador Judson Harmon, es un condado del estado estadounidense de Oklahoma. En el año 2000 tenía una población de 3.283 habitantes con una densidad de población de 2 personas por km². La sede del condado es Hollis.

## Geografía
Según la oficina del censo el condado tiene una superficie total de 1395 km² (538,6 mi²), de los que 1393 km² (537,8 mi²) son tierra y 1 km² (0,4 mi²) (0,14%) son agua.

## Condados adyacentes
- Condado de Beckham - norte
- Condado de Greer - noreste
- Condado de Jackson - sureste
- Condado de Hardeman - sur
- Condado de Childress - oeste
- Condado de Collingsworth - noroeste

### Principales carreteras y autopistas
- U.S. Autopista 62
- Autopista estatal 5
- Autopista estatal 9
- Autopista estatal 30

## Demografía
Según el censo del 2000 la renta per cápita media de los habitantes del condado era de 22.365 dólares y el ingreso medio de una familia era de 29.063 dólares. En el año 2000 los hombres tenían unos ingresos anuales 21.530 dólares frente a los 16.658 dólares que percibían las mujeres. El ingreso por habitante era de 13.464 dólares y alrededor de un 29,70% de la población estaba bajo el umbral de pobreza nacional.

## Ciudades y pueblos
- Gould
- Hollis
- Vinson